# Barbarian: The Ultimate Warrior
Pour les articles homonymes, voir Barbarian.
Barbarian: The Ultimate Warrior est un jeu vidéo de combat développé par Palace Software et initialement publié en 1987 sur Commodore 64. Le jeu est ensuite porté sur plusieurs autres ordinateurs et sa licence est vendue à Epyx qui le publie sous le titre Death Sword aux États-Unis. Barbarian est un jeu de combat dans lequel deux joueurs contrôlent des barbares s’affrontant à coups d’épée dans une arène. Il dispose également d’un mode campagne constitué d’une série de combats au terme de laquelle le joueur doit affronter le sorcier Drax afin de libérer une princesse. Plutôt que d’utiliser un artwork pour illustrer la pochette du jeu, Palace Software décide d’utiliser une photographie mettant en scène Maria Whittaker en bikini, pour représenter la princesse, et Van Wijk dans le rôle du barbare. Cette stratégie marketing provoque une controverse au Royaume-Uni mais se révèle payante et contribue à faire du jeu un succès commercial. Il est de plus bien accueilli par la presse spécialisée, qui fait l’éloge de ses combats « rapides et furieux », permettant à Barbarian de s’imposer comme un titre majeur du studio. Renforcé par ce succès, Palace Software peut ainsi se développer et commence à publier les jeux d’autres studios. En 1988, le studio publie une suite baptisée Barbarian II: The Dungeon of Drax. Une version remastérisée du jeu, conçue pour les téléphones mobiles et les ordinateurs, est publiée en 2011 par Anuman Interactive sous le titre Barbarian - The Death Sword.

## Système de jeu
Barbarian: The Ultimate Warrior est un jeu de combat en face à face pouvant se jouer à un ou deux joueurs. Les joueurs incarnent des barbares armés d’épées se battant dans quatre environnements différents : une clairière, un trône, un volcan et une arène. Le mode duel du jeu permet au joueur d’affronter l’ordinateur ou un autre joueur dans des combats avec une limite de temps. Le jeu propose également un mode campagne constitué d’une série de combats reliés entre eux par un scénario.

### Combats
En utilisant un joystick ou le clavier, les joueurs peuvent déplacer leurs personnages dans l’arène et réaliser des sauts et des roulades pour éviter un coup. En maintenant appuyé le bouton d’attaque, il peut ordonner à son barbare de donner des coups de pied ou de tête et d’attaquer avec son épée,. Chaque barbare dispose de douze points de vie, représenté par six cercles dans les coins supérieurs de l’interface, une attaque réussie infligeant un point de dégâts. Le personnage meurt lorsque ses points de vie atteignent zéro. Alternativement, un coup précis au cou peut décapiter l’adversaire et le tuer instantanément, un gobelin entrant alors dans l’arène pour en sortir le corps et shooter dans la tête. Si le joueur ne donne pas d’ordre à son personnage pendant un certain temps, le jeu exécute une autoréférence pour attirer l’attention du joueur : les barbares tournent la tête vers le joueur, haussent les épaules et disent « c’mon »,. Des points sont attribués au joueur lors d’une attaque réussie, le nombre de points dépendant de la complexité du coup, et un tableau des scores affiche les meilleurs scores obtenus dans le jeu,.

### Campagne
Dans le mode campagne du jeu, le joueur contrôle un barbare anonyme dont le but est de vaincre le sorcier maléfique Drax qui a capturé la princesse Mariana. Le joueur affronte d’autres barbares dans des combats à mort,. Après les avoir vaincus, il affronte le sorcier. Une fois celui-ci battu, Mariana se jette aux pieds de son sauveur et l’écran devient noir. Dans la version du jeu publiée aux États-Unis, le personnage contrôlé par le joueur est appelé Gorth.

## Développement
En 1985, Palace Software recrute Steve Brown pour un poste de concepteur et d’artiste. Il imagine alors un nouveau concept de jeu, basé sur une sorcière volant sur un balai magique, et crée les jeux Cauldron et Cauldron II: The Pumpkin Strikes Back. Ces derniers connaissent un certain succès commercial et le studio donne le champ libre à Brown pour développer un nouveau concept. S’inspirant des peintures de Frank Frazetta, il imagine un jeu de combat à l’épée qu’il veut être aussi « brutal et réaliste que possible ». Ayant lu tous les romans de Conan le Barbare, il décide de s’inspirer du héros créé par Robert E. Howard pour concevoir le jeu et ses personnages. Il conçoit les différents mouvements des combattants et s'entraine à les exécuter à l’aide d’une épée en bois, puis filme ses sessions d’entrainement afin de s’en servir comme référence pour les animations du jeu. Un de ces mouvements, baptisé Web of Death, sera plus tard utilisé dans le film de 1984 Conan le Destructeur, Brown racontant qu’il a pratiquement perdu un œil en s'entrainant à le réaliser,. À l’aide de ces vidéos, l’équipe décompose les différents mouvements en dessinant chaque image sur une feuille de plastique transparent posée sur l’écran de télévision. Ces dessins sont ensuite transférés sur une grille pour aider les artistes à réaliser les images des combats au format numérique. Pour représenter les combattants du jeu, Brown refuse d’utiliser des sprites de petite taille, pourtant standards à l’époque, et oblige les programmeurs à concevoir une méthode permettant d’animer des images de plus grande taille. D'après Richard Leinfellner, cofondateur de Palace Software, les développeurs ont pour cela multiplexé les sprites et créé des tables de correspondance pour les différentes images.
Considérant que la plupart des artworks apparaissant sur le boitier de jeux de l’époque sont « plutôt pauvres », Brown suggère qu’une scène inspirée de l’heroic fantasy, mais avec de vraies personnes, pourrait être une bonne accroche pour la campagne de publicité. Ses supérieurs hiérarchiques étant d’accord avec cette idée, ils organisent une séance de photo et recrutent Michael Van Wijk et Maria Whittaker pour représenter le barbare et la princesse. Pour cette photo, Van Wijk est habillé d’un pagne et brandit une épée alors que Whittaker porte un simple bikini. Dans la boite de jeu, Palace Software décide également d’inclure un poster représentant Whittaker en costume.
Peu avant la sortie du jeu, la société découvre que le studio Psygnosis est également en train de développer un jeu baptisé Barbarian. Ils décident alors de sous-titrer le jeu The Ultimate Warrior pour différencier les deux produits.
Les effets sonores du jeu sont tirés du film Kalidor de 1985, notamment le son « EEY-ECH! » joué lorsque le joueur tente de décapiter un adversaire. Celui-ci peut être entendu au début du film lorsque le personnage d’Arnold Schwarzenegger est pris dans une embuscade après avoir retiré une flèche du postérieur d’une femme. Le thème musical est lui composé par Richard Joseph et s'inspire grandement du film "Conan le Barbare" de 1982.

## Versions
Barbarian est publié en 1987 sur Commodore 64 puis, dans les mois qui suivent, sur la plupart des ordinateurs de l’époque. Du fait des possibilités variables offertes par ces machines, le jeu doit être modifié en fonction de la plate-forme sur laquelle il est porté. Ainsi, la version destinée au ZX Spectrum est quasiment monochrome, affichant le contour des barbares sur un fond d’une seule couleur, et les effets sonores du jeu sont enregistrés dans une moins bonne qualité. Au contraire, la version destinée à l’Atari ST, qui supporte le 16 et le 32-bits, présente une plus grande variété de décors et des graphismes de qualité légèrement supérieure à ceux de la version originale. Son mode campagne propose en plus d’affronter dix barbares au lieu de huit. Les versions Atari ST et Amiga 32-bit utilisent des échantillons sonores numériques, la version Amiga bénéficiant également d’un doublage numérique,. Chaque combat commence avec l’annonce « prépare-toi à mourir! » et les épées qui s’entrechoquent produisent un bruit de martèlement métallique.
Après sa sortie en 1987, Barbarian est réédité à plusieurs reprises, par exemple par l’éditeur Kixx qui publie une version sans Whittaker sur la boite du jeu. Outre atlantique, l’éditeur Epyx achète la licence du jeu et le publie sous le titre Death Sword dans leur collection Maxx Out!.
Une version remastérisée du jeu, conçue pour les téléphones mobiles et les ordinateurs, est publiée en 2011 par  Anuman Interactive sous le titre Barbarian - The Death Sword.

## Accueil

### Critiques
| Barbarian: The Ultimate Warrior |      |       |
| Média                           | Nat. | Notes |
| Sur C64 (1987)                  |      |       |
| Commodore User                  | GB   | 80 %  |
| Datormagazine                   | GB   | 76 %  |
| Sur Atari ST (1987)             |      |       |
| ACE                             | GB   | 64 %  |
| Gen4                            | FR   | 91 %  |
| The Games Machine               | GB   | 87 %  |
| Sur Amiga (1988)                |      |       |
| ACE                             | GB   | 42 %  |
| Amiga Computing                 | GB   | 77 %  |
| AUI                             | GB   | 72 %  |
| Commodore User                  | GB   | 90 %  |
| Computer and Video Games        | GB   | 90 %  |

### Controverse
Dans les années 1980, les jeux vidéo sont généralement considérés comme étant destinés aux enfants. La publicité du jeu, montrant une femme en bikini, provoque donc un tollé d’indignation au Royaume-Uni. Ainsi, le magazine Electron User reçoit de nombreuses lettres de lecteurs et d’institutions religieuses qui jugent l’image « offensante et insultante pour les femmes » et la désigne comme de la « publicité pornographique ». Rétrospectivement, le journaliste Chris Jager, du magazine PC World, considère la pochette du jeu comme un « aimant à controverse sans intérêt » mélangeant une femme en position érotique et un type en justaucorps. D’après Leinfellner, cette controverse n’a pas eu d’impact négatif sur le jeu mais a au contraire contribué à sa notoriété et à son succès commercial. En Allemagne, le jeu est soumis à une interdiction de publicité et sa vente n’est pas autorisée aux personnes de moins de 18 ans,. Une version censurée du jeu, dans laquelle le sang est de couleur vert, est cependant autorisée un peu plus tard à être vendue librement. Le mélange de sexe et de violence de Barbarian est tel que David Houghton écrit, pour le site GamesRadar+, qu’il aurait été noté « mature » par l’Entertainment Software Rating Board s'il avait été publié en 2009.